# Sandgazelle
Die Sandgazelle (Gazella marica) ist eine kleine Antilope, die auf der Arabischen Halbinsel sowie in der Region des Fruchtbaren Halbmonds westlich des Tigris vorkommt.

## Merkmale

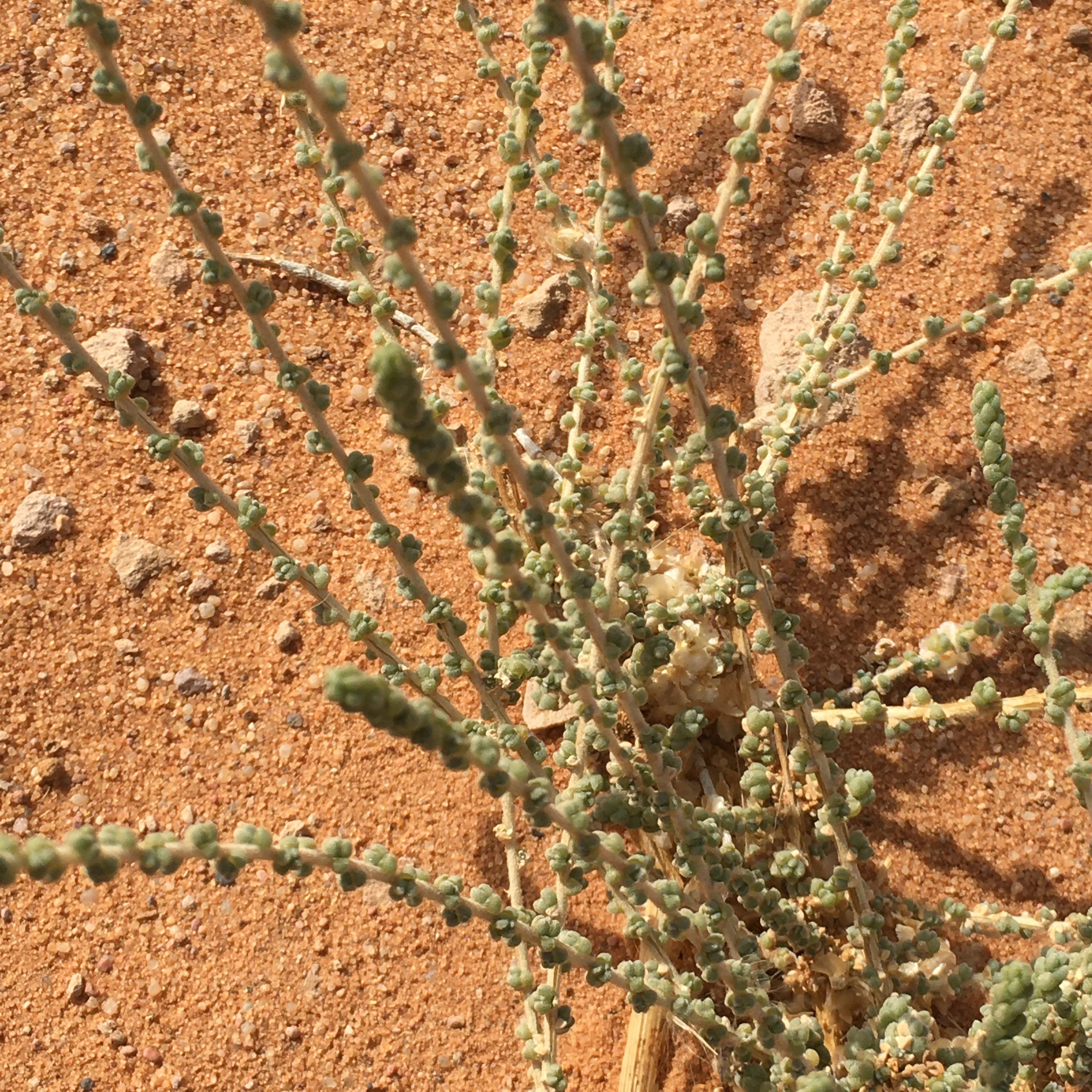
Traganum nudatum

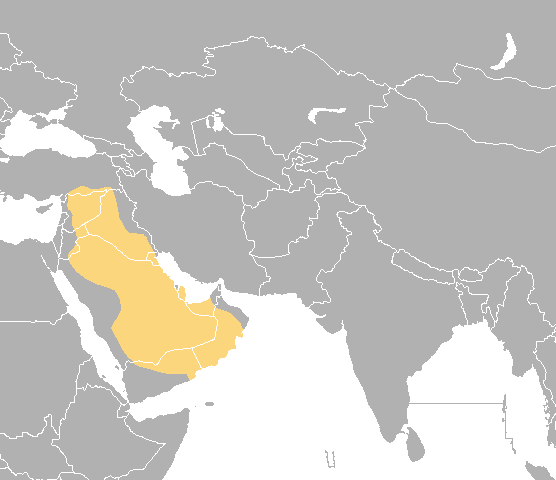
Das Verbreitungsgebiet der Sandgazelle nach Angaben der IUCN

Die Sandgazelle erreicht eine Kopf-Rumpf-Länge von etwa 97,5 cm, eine Schulterhöhe von etwa 55 bis 60 cm und ein Gewicht von ca. 20 kg. Sie ist damit kleiner als die nah verwandte Kropfgazelle (Gazella subgutturosa) und relativ stämmig. Ihr Rückenfell ist weißlich oder hell gelblichbraun gefärbt; die für Gazellen typischen Streifen auf den Körperseiten fehlen in der Regel. Im Gesicht zeigt sie die für Gazellen typische Geschichtszeichnung, der Vorderkopf ist normalerweise weißlich. Die Hufe sind schwarz. Die Hörner der Männchen werden durchschnittlich etwa 27 cm lang und sind in ihrem oberen Bereich leierartig gebogen. Die Hörner der Weibchen sind in der Regel 12 cm kürzer und mehr gerade und an ihren Spitzen nicht nach innen gebogen wie die der Männchen. Die Beine der Sandgazelle sind lang und schlank.

## Lebensweise
Die Sandgazelle kommt in sandigen Wüstenarealen, am Rand von trockenen Geröllfeldern, auf Kalksteinplateaus, auf basaltigen Lavafeldern und auf Küstenebenen vor. Ihre Hauptaktivitätszeit liegt in den frühen Morgenstunden und am Abend. Besonders in den heißen Sommermonaten beenden sie die Nahrungssuche zum Mittag und nehmen die Nahrungsaufnahme erst zum späten Nachmittag wieder auf. In hügeligem Gelände suchen die Tiere in der heißen Mittagszeit schattige Plätze zwischen Felsen auf. Im nördlichen Arabien gehören Gräser der Gattung Stipagrostis, Tribulus und Fuchsschwanzgewächse (Atriplex, Suaeda, Traganum nudatum) zu ihrem Nahrungsspektrum, in Bahrain Heliotropium crispum und Helianthemum lipii. Die Sandgazelle kann lange Zeit ohne Wasser auskommen. Das viel Wasser enthaltende Kürbisgewächs Koloquinte (Citrullus colocynthis) deckt im nördlichen Arabien teilweise den Wasserbedarf der Gazellen.
Auf der Arabischen Halbinsel liegt der Höhepunkt der Brunftzeit im Oktober. Die Trächtigkeitsdauer beträgt ca. 156 Tage. Die meisten Geburten finden in den Monaten März und April statt. Recht häufig kommt es zu Zwillingsgeburten. Die Jungtiere werden schon in ihrem ersten Lebensjahr geschlechtsreif. Die Sandgazelle unternimmt regelmäßige Wanderungen und ist nicht territorial. Sie bildet im Winter große Herden mit bis zu 100 Individuen mit mehreren Männchen und zahlreichen Weibchen und ihren Jungtieren. Während der übrigen Jahreszeiten leben die Männchen teilweise alleine oder in Kleingruppen, die aus einem dominanten Männchen, wenigen Weibchen und ihren Jungen bestehen und vom Männchen gegenüber Rivalen verteidigt werden.

## Systematik
Die Sandgazelle wurde 1897 durch den britischen Zoologen Oldfield Thomas erstmals wissenschaftlich beschrieben. Als Typusregion der Art gilt das Innere der arabischen Halbinsel im heutigen Saudi-Arabien. Zeitweise wurde die Sandgazelle als Unterart der Kropfgazelle (Gazella subgutturosa) geführt. Beide Arten hybridisieren im südlichen Kurdistan und im südlichen Stromgebiet von Euphrat und Tigris. Die Eigenständigkeit der Sandgazelle wurde im Jahr 2011 in einer phylogenetischen Untersuchung erkannt. Sowohl im Handbook of the Mammals of the World, einem Standardwerk zur Mammalogie, als auch in der Roten Liste der IUCN wird die Sandgazelle als eigenständige Art anerkannt.

## Gefährdung
Die IUCN schätzt den Bestand der Sandgazelle als gefährdet (Vulnerable) ein. Das ursprüngliche Verbreitungsgebiet wurde stark fragmentiert. Für das Jahr 2017 schätzt die IUCN den Bestand auf 1750 bis 2150 Individuen. Die Gefährdung besteht vor allem in der unkontrollierten Bejagung sowie der Überweidung im Verbreitungsgebiet. In Saudi-Arabien kommt die Gazellenart im unter anderem im Mahazat-as-Sayd-Schutzgebiet (600 bis 700 Exemplare) und im Reservat 'Uruq Bani Ma’arid (400 Exemplare) vor.